# Manoir de la Coudraye
Pour les articles homonymes, voir Manoir de la Coudraye (homonymie).
Le manoir de la Coudraye est un manoir situé à Joué-lès-Tours (Indre-et-Loire) et inscrit aux monuments historiques le 1 juin 1948.

## Histoire
Dans la première moitié du XVIIe siècle, la Coudraye est la propriété de Jean Gascoin, bourgeois de Tours. Jean le Roy le vend en 1644 à Charles Bouilly, marchand à Tours et gendre du médecin Pierre de Toulieu. Jean Bouilly, receveur des gabelles, époux de Marthe Riverain, laisse la Coudraye à son fils Jean-François Bouilly, époux de Marie-Anne Barnabé, en 1756.
En 1687, le manoir est la propriété de Philippe Trigalleau, huissier au bureau des finances de la généralité de Tours. 
Il appartient par la suite à Paul Jusseaume, bourgeois de Tours (1776), puis à Jean-François Bouilly. Le 14 août 1795, Jean-Nicolas Bouilly vend la Coudraye à Étienne Borel et à Dominique-Armand Herman.
Le 22 août 1797, le domaine est acquis par Mathurin de La Roche et Rosalie Morançais.